# Qualificazioni al campionato mondiale di calcio 2014 - AFC - Terza fase, gruppo A

## Classifica
| Squadra   | Pt | G | V | N | P | GF | GS | DR  |
| --------- | -- | - | - | - | - | -- | -- | --- |
| Iraq      | 15 | 6 | 5 | 0 | 1 | 14 | 4  | +10 |
| Giordania | 12 | 6 | 4 | 0 | 2 | 11 | 7  | +4  |
| Cina      | 9  | 6 | 3 | 0 | 3 | 10 | 6  | +4  |
| Singapore | 0  | 6 | 0 | 0 | 6 | 2  | 20 | -18 |

## Risultati
| Arbitro: | Nawaf Shukralla |

|  |           |                              |
|  | Marcatori | 43’ Abdel-Fattah 47’ A. Deeb |

| Arbitro: | Andre El Haddadi |

|                                 |           |           |
| Zheng Zhi 70’ (rig.) Yu Hai 74’ | Marcatori | 33’ Đurić |

| Arbitro: | Ravshan Irmatov |

|                              |           |                |
| Abdel-Rahman 49’ K. Deeb 56’ | Marcatori | 57’ Hao Junmin |

| Arbitro: | Minoru Tōjō |

|  |           |                             |
|  | Marcatori | 50’ Abdul-Zahra 86’ Mahmoud |

| Arbitro: | Saeid Mozaffarizadeh |

|  |           |             |
|  | Marcatori | 45’ Mahmoud |

| Arbitro: | Choi Myung-Yong |

|  |           |                                       |
|  | Marcatori | 11’ A. Deeb 54’ Bani Yaseen 63’ Hayel |

| Arbitro: | Benjamin Williams |

|                       |           |  |
| Hayel 15’ K. Deeb 65’ | Marcatori |  |

| Arbitro: | Peter Green |

|               |           |  |
| Mahmoud 90+2’ | Marcatori |  |

| Arbitro: | Abdullah Balideh |

|  |           |                                                |
|  | Marcatori | 42’ Yu Hai 55’ Li Weifeng 73’, 81’ Zheng Zheng |

| Arbitro: | Ali Al Badwawi |

|                  |           |                          |
| Abdel-Fattah 17’ | Marcatori | 55’, 81’ Akram 67’ Munir |

| Arbitro: | Võ Minh Trí |

|                                  |           |           |
| Hao Junmin 43’, 69’ Yu Dabao 88’ | Marcatori | 85’ Fathi |

| Arbitro: | Abdullah Al Hilali |

|                                                                                  |           |           |
| Jassim 5’ Mahmoud 11’, 61’, 90+3’ Mohammed 22’ (rig.) Akram 36’ (rig.) Karim 48’ | Marcatori | 27’ Abdul |